# Biografen Kanten
Biografen Kanten er en biograf i Faxe på Sydsjælland, der åbnede i 2008. Den ligger ved siden af Faxe Kalkbrud. I 2009 blev den nomineret til "Årets biograf".